# Lucio Gambi
Lucio Gambi (Ravenna, 10 marzo 1920 – Firenze, 20 settembre 2006) è stato un geografo italiano.

## Biografia
Ravennate di nascita, forlivese di formazione, una casa a Firenze, fu azionista e staffetta durante la Resistenza.
Negli anni sessanta fu docente all'Università Statale di Milano, poi insegnò Geografia politica ed economica all'Alma Mater di Bologna (dove fu anche presidente di corso di laurea e direttore di dipartimento), lasciando un contributo fondamentale negli studi geografici non solo italiani.
Primo presidente dell'Istituto per i beni artistici, culturali e naturali della Regione Emilia-Romagna (IBC) nel periodo 1975-1976, Gambi è stato fra i protagonisti del dibattito culturale e politico che, a partire dagli anni sessanta, ha attraversato le università italiane e ha accompagnato l'attuazione delle Regioni. Fu l'autore della voce Romagna per l'«Appendice 1938-48» dell'Enciclopedia Treccani (che uscì nel 1950).
Per i suoi lavori, improntati a una trasversalità di visione, a una pluralità di approcci e a un'apertura di percorsi conoscitivi originali, è considerato uno dei maggiori innovatori del XX secolo in ambito geografico.
È scomparso nel 2006 all'età di 86 anni.
Lucio Gambi ha voluto lasciare la sua vasta biblioteca e le carte dell'archivio personale alla Biblioteca Classense di Ravenna.

## Opere
(elenco incompleto)
- Geografia fisica e geografia umana di fronte ai concetti di valore, 1956.
- Critica ai concetti geografici di paesaggio umano, 1961.
- Questioni di geografia, 1964.
- Una geografia per la storia, Torino, Einaudi, 1973.
- Le regioni d'Italia, UTET, 1978.
- Geografia e imperialismo in Italia, Bologna, Pàtron, 1992.